# Daina Taimiņa
Daina Taimiņa, latvijska matematičarka, * 19. avgust 1954, Riga, Sovjetska Zveza
Daina Taimiņa je izredna profesorica na univerzi Cornell, znana po kvačkanju predmetov za ponazoritev hiperboličnega prostora. 

## Izobrazba in kariera
Taimiņa je vso formalno izobrazbo prejela v Rigi v Latviji, kjer je leta 1977 diplomirala in leta 1990 zaključila podiplomsko delo iz teoretičnega računalništva (pri prof. Rūsiņš Mārtiņš Freivalds). V tem času so doktorske disertacije morali zagovarjati izven Latvije, zato je Taimiņa svojo zagovarjala v Minsku. To je razlaga, zakaj je Taimiņin doktorat uradno izdal Inštitut za matematiko Nacionalne akademije znanosti Belorusije. Ko je Latvija leta 1991 ponovno pridobila neodvisnost, je Taimiņa prejela doktorat iz matematike na Univerzi v Latviji, kjer je poučevala 20 let. 
Daina Taimiņa se je decembra 1996 zaposlila na oddelku za matematiko Cornell. 

## Hiperbolično kvačkanje
Med obiskovanjem delavnice geometrije leta 1997 je videla krhke papirnate modele hiperboličnih ravnin, ki jih je oblikoval geometer William Thurston. Odločila se je za trajnejše modele in to storila tako, da jih je skvačkala. Zaradi njenega uspeha pri tem je bila povabljena skupaj s svojim možem Davidom Hendersonom, profesorjem matematike na Cornellu, da se predstavi na delavnici v Cornellu. Kvačkani matematični modeli so se pozneje pojavili v treh učbenikih o geometriji, ki sta jih napisala skupaj, med katerimi je najbolj priljubljen Experiencing Geometry: Euclidean and Non-Euclidean With History . 
Članek o Taimiņini inovaciji v New Scientist so opazili v Institute For Figuring, v majhni neprofitni organizaciji s sedežem v Los Angelesu, in jo povabili, naj govori govori o hiperboličnem prostoru in njegovih povezavah z naravo širšemu občinstvu, ki vključuje umetnike in filmske producente. Taimiņino začetno predavanje in druge javne predstavitve so vzbudile veliko zanimanja za ta nov način raziskovanja konceptov hiperbolične geometrije, s čimer je ta napredna tema postala dostopna širšemu občinstvu. Taimiņa je prvotno ustvarjala izključno matematične modele in je kmalu postala priljubljena kot umetnica tekstila in javna predstavnica za splošno občinstvo, starejšega od pet let naprej. Junija 2005 je bilo njeno delo prvič prikazano kot umetnost na razstavi "Not The Knitting You know" v Eleven Eleven Sculpture Space, umetniški galeriji v Washingtonu, DC. Od takrat naprej redno sodeluje na različnih razstavah v ameriških galerijah, v Veliki Britaniji, Latviji, Italiji, Belgiji in Irski. Njeno umetniško delo je v zbirkah več zasebnih zbiralcev, visokih šol in univerz, vključeno je tudi v zbirko ameriških matematičnih modelov muzeja Smithsonian, Cooper-Hewitt, National Design Museum in Inštitut Henri Poincaré . 
Njeno delo je v medijih dobilo veliko pozornosti. O 'Knit Theory' so pisali v reviji Discover in v časopisu The Times, kjer je bilo razloženo, kako lahko spletemo hiperbolično ravnino s povečevanjem števila šivov:  
For example, adding an extra stitch in the second line for every five stitches in the first. And for every five stitches in the second line, adding an extra one in the third. The number of stitches increases at an exponential rate. As the lines are longer, but joined together, the material quickly starts to fold in interesting ways.— The Times
Margaret Wertheim je je intervjuvala Daina Taimiņo in Davida Hendersona za Cabinet Magazine. Kasneje je Institute For Figuring izdal brošuro "A Field Guide to Hyperbolic Space". Leta 2005 se je IFF odločil vključiti Taimiņine ideje in pristop razlage hiperboličnega prostora v svoje poslanstvo popularizacije matematike in pripravil razstavo v galeriji Machine Project. 

## Knjige
Taimiņina knjiga "Crocheting Adventures with Hyperbolic Planes" (2009, ISBN 978-1-56881-452-0) je prejela britansko nagrado diagram za najbolj nenavaden knjižni naslov - Bookseller/Diagram Prize for Oddest Title of the Year. Prav tako je leta 2012 osvojila Eulerjevo knjižno nagrado Matematičnega združenja Amerike.
Taimiņa je prispevala tudi h knjigi Davida W. Hendersona Differential Geometry: A Geometric Introduction (Prentice Hall, 1998) in skupaj s Hendersonom napisala Experiencing Geometry: Euclidean and Non-Euclidean with History (Prentice Hall, 2005). 